# Гарвард, Роберт
Роберт С. Гарвард (англ. Robert S. Harward; род. 14 октября 1956, Ньюпорт, Род-Айленд) — американский военный деятель, вице-адмирал ВМС США (2008). С августа 2011 по сентябрь 2013 года заместитель командующего Центральным командованием вооружённых сил США. До этого занимал посты заместителя командующего Совместного командования специальных операций США и Межвидового командования Вооруженных сил США.

## Ранняя жизнь и образование
Роберт Гарвард родился в городе Ньюпорт штата Род Айленд в семье военных моряков. В 1974 г. закончил Американскую среднюю школу в Тегеране в Иране. После окончания подготовительной школы при Военно-морской академии США в Ньюпорте, он поступил в Военно-морскую академию, которую окончил в 1979 году. Кроме того, в его военное образование входит учеба в Школе подготовки офицеров по боевым действиям надводных сил, в Командно-штабном колледже ВМС, в Военно-морском штабном колледже и в Штабном колледже вооружённых сил. Как обладатель степени магистра по международным отношениям и стратегическим вопросам безопасности, он был государственным стипендиатом в корпорации РЭНД и выпускником Центра международных исследований Массачусетского технологического института.

## Военная карьера
Гарвард прошел специальную подготовку для офицеров по боевым действиям надводных сил на борту эсминца «Скотт» (типа "Кидд), а затем был переведен для обучения и переподготовки в состав Сил специального назначения ВМС. После окончания базовой школы водолазов-подрывников и боевых пловцов, получил квалификацию офицера морского спецназа Navy SEAL.
Проходил службу в качестве командира взвода 3-го отряда специального назначения ВМС, командира штурмовой группы и офицера оперативного отдела в Группе развертывания специальных боевых действий ВМС, офицера по планирования специальных операций морских десантных сил 7-го флота США, старшего офицера 1-го отряда специального назначения ВМС (англ. Naval Special Warfare Unit 1) и командира 3-го отряда специального назначения ВМС. В последующем также являлся адъютантом командующего Силами специальных операций Вооруженных сил США, заместителем командующего смешанной объединённой тактической группы специальных операций (англ. Combined Joint Special Operations Task Force) во время проведения операции «Совместный горн» в Боснии, и заместителем командующего Командования специальных операций Тихоокеанского командования Вооружённых сил США.
Гарвард также участвовал в нескольких кампаниях в зоне Персидского залива в качестве командира оперативной группы специальных операций ВМС во время операции «Гром в пустыне» и командира объединенной оперативной группы специальных операций во время операции «Rugged Nautilus».
С октября 2001 года командовал 1-й группой сил специальных операций ВМС США, развернутой на территории Афганистана. Одновременно с октября 2001 года по апрель 2002 года — командир оперативной группы «K-BAR». С октября 2002 года командовал оперативной группой специальных операций ВМС «Центр» (англ. Naval Special Warfare Task Group Central) в составе тактической группы 561 в Ираке.
С августа 2003 г. директор по стратегии и вопросам обороны в Управлении по борьбе с терроризмом аппарата Совета национальной безопасности (СНБ). В апреле 2005 года был назначен представителем Председателя Объединенного комитета начальников штабов в Национальном центре борьбы с терроризмом в качестве члена Главной межведомственной стратегической группы.
С июня 2006 года по июль 2008 года служил заместителем командующего по операциям Совместного командования специальных операций. 3 ноября 2008 года, Гарвард занял должность заместителя командующего Межвидового командования Вооруженных сил США. Одновременно, с ноября 2009 года командовал Объединенной межведомственной оперативной группой 435 (англ. Combined Joint Interagency Task Force 435) отвечавшей за надзор за действиями американских подразделений, занимающихся содержанием под стражей и исправительными мероприятиями в Афганистане.
В мае 2011 года Гарвард был номинирован на должность заместителя командующего Центральным командованием Вооруженных сил США. Вступил в должность в августе 2011 года, в которой находился до сентября 2013 года.